# Shermaine Williams
Shermaine Williams (* 4. Februar 1990 in Kingston) ist eine jamaikanische Hürdenläuferin, die sich auf die 100-Meter-Distanz spezialisiert hat.
Bei den Jugendweltmeisterschaften 2007 in Ostrava und den Juniorenweltmeisterschaften 2008 in Bydgoszcz gewann sie jeweils Silber.
Bei den Olympischen Spielen 2012 in London und den Weltmeisterschaften 2013 in Moskau erreichte sie jeweils das Halbfinale.
2015 wurde sie Siebte bei den Weltmeisterschaften in Peking, bei denen ihre Schwester Danielle Williams siegte.

## Persönliche Bestzeiten
- 60 m Hürden (Halle): 8,07 s, 13. März 2009, Houston
- 100 m Hürden: 12,78 s, 1. Juli 2012, Kingston